# Władysław Strojny
Władysław Strojny (ur. 17 kwietnia 1923 w Mikołajowicach, zm. 14 sierpnia 1992 we Wrocławiu) – polski entomolog, leśnik oraz artysta fotografik specjalizujący się w fotografii przyrodniczej. 

## Życiorys
Absolwent wydziału leśnego Uniwersytetu Jagiellońskiego. Autor i współautor wielu albumów fotograficznych o tematyce przyrodniczej, także autor zdjęć w książkach naukowych i popularnonaukowych z zakresu biologii. 29 maja  
1962 Rada Wydziału Hodowli Zwierząt Wyższej Szkoły Rolniczej w Poznaniu nadała mu stopień doktora habilitowanego. W październiku 1973 uzyskał tytuł profesora nadzwyczajnego. W 1988 uzyskał tytuł profesora zwyczajnego.
W dorobku naukowym posiada: 47 prac naukowo-badawczych, 151 artykułów i komunikatów naukowych oraz prac popularnonaukowych, ponad 25 książek i monografii.

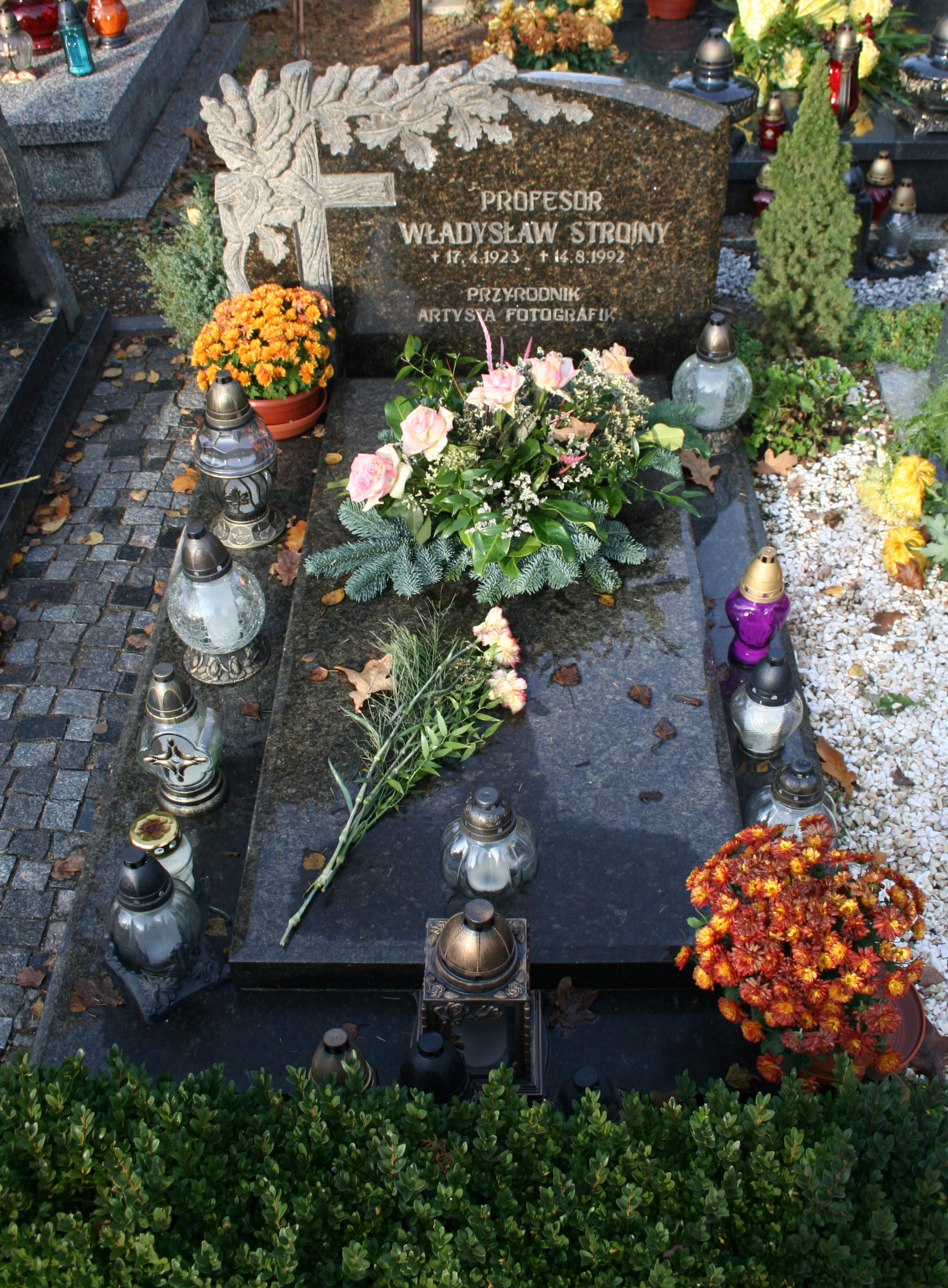
Grób profesora Władysława Strojnego na Cmentarzu Świętej Rodziny we Wrocławiu

Został pochowany na Cmentarzu Świętej Rodziny we Wrocławiu.

## Wykaz ważniejszych publikacji
- Spotkania z owadami, Warszawa 1971
- Rośliny chronione w Polsce, Warszawa 1972
- Spotkania ze zwierzętami, Warszawa 1975
- Zieleń Wrocławia , Wrocław 1975
- Znajomi z ZOO, Warszawa 1977 (wraz z A. Gucwińskim)
- Rośliny naszych łąk i wód, Warszawa 1978
- Zwierzęta w moim obiektywie, Warszawa 1979
- Nasze zwierzęta, Warszawa 1981
- Nasze drzewa, Warszawa 1981
- Były sobie tchórze trzy, Wrocław 1981
- Bocian Biały, Wrocław 1984
- Pieniny, Warszawa 1987
- Rośliny w moim obiektywie, Wrocław 1990

## Odznaczenia
- Medal 10-lecia Polski Ludowej;
- Srebrny i Złoty Krzyż Zasługi,
- Złota Odznaka Ligi Ochrony Przyrody,
- Krzyż Kawalerski Orderu Odrodzenia Polski,
- Złota Odznaka "Zasłużony dla Woj. Wrocławskiego i Miasta Wrocławia",
- "Zasłużony Nauczyciel PRL",
- Złota Odznaka PTEnt.
- Medal Komisji Edukacji Narodowej,
- Złota Odznaka Honorowa PTPK.